# Torre Sant Sebastià
La Tour Sant Sebastià (en catalan : Torre Sant Sebastià) est une grande tour de treillis de 78 mètres à Barcelone, œuvre de l'architecte catalan Carles Buïgas.  
C'est une des gares terminales du téléphérique qui survole le port de Barcelone, qui court de Montjuïc à Barceloneta via la Torre Jaume I. 
La Torre Sant Sebastià a été construite en 1931 par la société Material para ferrocarriles y construccionnes SA.